# Liste der Kreisstraßen in Wilhelmshaven

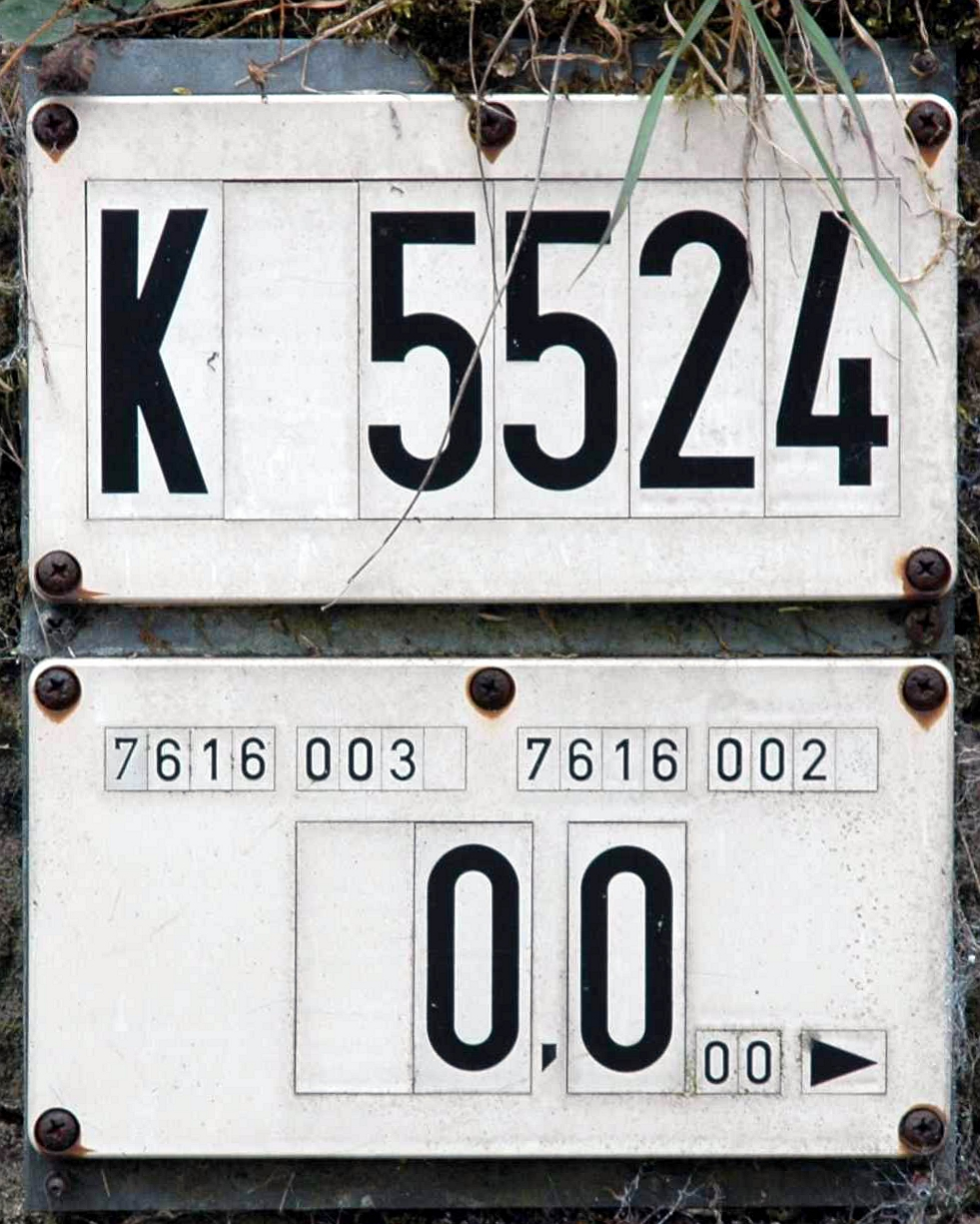
Stationszeichen

Die Liste der Kreisstraßen in Wilhelmshaven führt alle Kreisstraßen in der niedersächsischen kreisfreien Stadt Wilhelmshaven auf.

## Abkürzungen
- K: Kreisstraße
- L: Landesstraße

## Liste
Straßen und Straßenabschnitte, die unabhängig vom Grund (Herabstufung zu einer Gemeindestraße oder Höherstufung) keine Kreisstraßen mehr sind, werden kursiv dargestellt. Der Straßenverlauf wird in der Regel von Nord nach Süd und von West nach Ost angegeben.
| Nr.   | Verlauf |
| ----- | --- |
| K 97  | L 814 – Roffhausener Landstraße – Stadtgrenze – (K 97 im Landkreis Friesland)                                                                                  |
| K 98  | (Landkreis Friesland) – Stadtgrenze – Middelsfährer Landstraße – Schaardeich – – Schaardeich – Kurt-Schumacher-Straße – L 814 – Kurt-Schumacher-Straße – L 811 |
| K 291 | L 807/L 810 – Utterser Landstraße – Flutstraße – – Flutstraße – Friesendamm – Bismarckstraße – /L 811                                                          |
| K 313 | – Banter Weg – Bunsenstraße – Stadtgrenze – (K 312 im Landkreis Friesland)                                                                                     |
| K 338 | (K 92 im Landkreis Friesland) – Stadtgrenze – Sillenstedter Straße – Poststraße – Fedderwarder Landstraße – L 814                                              |